# Lány u Dašic
Lány u Dašic là một làng thuộc huyện Pardubice, vùng Pardubický, Cộng hòa Séc.